# Miroslav Zelinka
Miroslav Zelinka (1981. február 23. –) cseh nemzetközi labdarúgó-játékvezető.

## Pályafutása

### Nemzeti játékvezetés
Nemzeti labdarúgó-szövetségének megfelelő játékvezető bizottságai minősítése alapján jutott magasabb osztályokba. 2009-ben lett a Gambrinus liga játékvezetője. Első ligás mérkőzéseinek száma: 96 (2015. május 15.).

### Nemzetközi játékvezetés
A Cseh labdarúgó-szövetség Játékvezető Bizottsága (JB) terjesztette fel nemzetközi játékvezetőnek, a Nemzetközi Labdarúgó-szövetség (FIFA) 2011-től tartja nyilván bírói keretében. UEFA JB besorolása szerint 2011-ben 4. kategóriás, 2015-ben 2. kategóriás játékvezető. Több nemzetek közötti válogatott és Európa-liga klubmérkőzést vezetett, vagy működő társának 4. bíróként segített. A cseh nemzetközi játékvezetők rangsorában, a világbajnokság-Európa-bajnokság sorrendjében többedmagával a 12. helyet foglalja el 3 találkozó szolgálatával. Válogatott mérkőzéseinek száma: 6 (2015. június 5.).

#### Labdarúgó-világbajnokság
A világbajnoki döntőkhöz vezető úton Brazíliába a XX., a 2014-es labdarúgó-világbajnokságra a FIFA JB játékvezetőként alkalmazta. Selejtező mérkőzéseket az UEFA zónában vezetett.

##### 2014-es labdarúgó-világbajnokság

###### Selejtező mérkőzés
| Időpont              | Helyszín                     | Mérkőzés típusa           | Mérkőzés                     | Eredmény | Nézők száma |
| -------------------- | ---------------------------- | ------------------------- | ---------------------------- | -------- | ----------- |
| 2012. október 16.    | Bilino Polje Stadion, Zenica | előselejtező (G. csoport) | Bosznia-Hercegovina–Litvánia | 3 – 0    | 11 920      |
| 2013. szeptember 10. | Városi Stadion, Asztana      | előselejtező (C. csoport) | Kazahsztán–Svédország        | 0 – 1    | 24 000      |

#### Labdarúgó-Európa-bajnokság
Az európai labdarúgó torna döntőjéhez vezető úton Franciaországba a XV., a 2016-os labdarúgó-Európa-bajnokságra az UEFA JB játékvezetőként foglalkoztatta.

##### 2016-os labdarúgó-Európa-bajnokság

###### Selejtező mérkőzés
| Időpont           | Helyszín               | Mérkőzés típusa           | Mérkőzés      | Eredmény | Nézők száma |
| ----------------- | ---------------------- | ------------------------- | ------------- | -------- | ----------- |
| 2014. október 11. | Ibrox Stadion, Glasgow | előselejtező (D. csoport) | Skócia–Grúzia | 1 – 0    | 347 190     |

#### Nemzetközi kupamérkőzések
Vezetett kupadöntők száma: 1.

##### Európa-liga

###### 2012–2013-as Európa-liga
| Időpont           | Helyszín                       | Mérkőzés típusa              | Mérkőzés             | Eredmény |
| ----------------- | ------------------------------ | ---------------------------- | -------------------- | -------- |
| 2012. október 25. | Sóstói Stadion, Székesfehérvár | csoportmérkőzés (G. csoport) | Videoton FC–FC Basel | 2 – 1    |

##### 2013–2014-es NextGen Series
| Időpont           | Helyszín              | Mérkőzés típusa | Mérkőzés                | Eredmény |
| ----------------- | --------------------- | --------------- | ----------------------- | -------- |
| 2014. április 14. | Coloray Stadion, Nyon | döntő           | SL Benfica–FC Barcelona | 0 – 3    |